# Llista d'asteroides/116301–116400
| Nom      | Designació provisional | Data de descobriment | Lloc de descobriment | Descobridor/s |
| -------- | ---------------------- | -------------------- | -------------------- | ------------- |
| 116301 - | 2003 YZ60              | 19 de desembre, 2003 | Socorro              | LINEAR        |
| 116302 - | 2003 YH61              | 19 de desembre, 2003 | Socorro              | LINEAR        |
| 116303 - | 2003 YK61              | 19 de desembre, 2003 | Socorro              | LINEAR        |
| 116304 - | 2003 YV61              | 19 de desembre, 2003 | Socorro              | LINEAR        |
| 116305 - | 2003 YL62              | 19 de desembre, 2003 | Socorro              | LINEAR        |
| 116306 - | 2003 YQ62              | 19 de desembre, 2003 | Socorro              | LINEAR        |
| 116307 - | 2003 YX62              | 19 de desembre, 2003 | Socorro              | LINEAR        |
| 116308 - | 2003 YR63              | 19 de desembre, 2003 | Socorro              | LINEAR        |
| 116309 - | 2003 YF64              | 19 de desembre, 2003 | Socorro              | LINEAR        |
| 116310 - | 2003 YA65              | 19 de desembre, 2003 | Socorro              | LINEAR        |
| 116311 - | 2003 YQ65              | 19 de desembre, 2003 | Socorro              | LINEAR        |
| 116312 - | 2003 YS65              | 19 de desembre, 2003 | Socorro              | LINEAR        |
| 116313 - | 2003 YT65              | 19 de desembre, 2003 | Haleakala            | NEAT          |
| 116314 - | 2003 YA66              | 20 de desembre, 2003 | Socorro              | LINEAR        |
| 116315 - | 2003 YE66              | 20 de desembre, 2003 | Socorro              | LINEAR        |
| 116316 - | 2003 YJ68              | 19 de desembre, 2003 | Socorro              | LINEAR        |
| 116317 - | 2003 YZ68              | 20 de desembre, 2003 | Socorro              | LINEAR        |
| 116318 - | 2003 YB69              | 20 de desembre, 2003 | Socorro              | LINEAR        |
| 116319 - | 2003 YF69              | 20 de desembre, 2003 | Socorro              | LINEAR        |
| 116320 - | 2003 YW69              | 21 de desembre, 2003 | Socorro              | LINEAR        |
| 116321 - | 2003 YB70              | 21 de desembre, 2003 | Socorro              | LINEAR        |
| 116322 - | 2003 YJ72              | 18 de desembre, 2003 | Socorro              | LINEAR        |
| 116323 - | 2003 YP72              | 18 de desembre, 2003 | Socorro              | LINEAR        |
| 116324 - | 2003 YT72              | 18 de desembre, 2003 | Socorro              | LINEAR        |
| 116325 - | 2003 YV72              | 18 de desembre, 2003 | Socorro              | LINEAR        |
| 116326 - | 2003 YH73              | 18 de desembre, 2003 | Socorro              | LINEAR        |
| 116327 - | 2003 YJ73              | 18 de desembre, 2003 | Socorro              | LINEAR        |
| 116328 - | 2003 YL73              | 18 de desembre, 2003 | Socorro              | LINEAR        |
| 116329 - | 2003 YZ73              | 18 de desembre, 2003 | Socorro              | LINEAR        |
| 116330 - | 2003 YN74              | 18 de desembre, 2003 | Socorro              | LINEAR        |
| 116331 - | 2003 YS74              | 18 de desembre, 2003 | Socorro              | LINEAR        |
| 116332 - | 2003 YC75              | 18 de desembre, 2003 | Socorro              | LINEAR        |
| 116333 - | 2003 YC76              | 18 de desembre, 2003 | Socorro              | LINEAR        |
| 116334 - | 2003 YP76              | 18 de desembre, 2003 | Socorro              | LINEAR        |
| 116335 - | 2003 YA77              | 18 de desembre, 2003 | Socorro              | LINEAR        |
| 116336 - | 2003 YB77              | 18 de desembre, 2003 | Socorro              | LINEAR        |
| 116337 - | 2003 YF77              | 18 de desembre, 2003 | Socorro              | LINEAR        |
| 116338 - | 2003 YH78              | 18 de desembre, 2003 | Socorro              | LINEAR        |
| 116339 - | 2003 YZ78              | 18 de desembre, 2003 | Socorro              | LINEAR        |
| 116340 - | 2003 YC81              | 18 de desembre, 2003 | Socorro              | LINEAR        |
| 116341 - | 2003 YF81              | 18 de desembre, 2003 | Socorro              | LINEAR        |
| 116342 - | 2003 YH81              | 18 de desembre, 2003 | Socorro              | LINEAR        |
| 116343 - | 2003 YY83              | 19 de desembre, 2003 | Socorro              | LINEAR        |
| 116344 - | 2003 YB84              | 19 de desembre, 2003 | Socorro              | LINEAR        |
| 116345 - | 2003 YJ84              | 19 de desembre, 2003 | Socorro              | LINEAR        |
| 116346 - | 2003 YP84              | 19 de desembre, 2003 | Socorro              | LINEAR        |
| 116347 - | 2003 YQ86              | 19 de desembre, 2003 | Socorro              | LINEAR        |
| 116348 - | 2003 YF89              | 19 de desembre, 2003 | Socorro              | LINEAR        |
| 116349 - | 2003 YM89              | 19 de desembre, 2003 | Socorro              | LINEAR        |
| 116350 - | 2003 YU89              | 19 de desembre, 2003 | Kitt Peak            | Spacewatch    |
| 116351 - | 2003 YW89              | 19 de desembre, 2003 | Kitt Peak            | Spacewatch    |
| 116352 - | 2003 YZ90              | 20 de desembre, 2003 | Socorro              | LINEAR        |
| 116353 - | 2003 YC91              | 20 de desembre, 2003 | Socorro              | LINEAR        |
| 116354 - | 2003 YL91              | 20 de desembre, 2003 | Socorro              | LINEAR        |
| 116355 - | 2003 YT91              | 20 de desembre, 2003 | Haleakala            | NEAT          |
| 116356 - | 2003 YV91              | 21 de desembre, 2003 | Catalina             | CSS           |
| 116357 - | 2003 YH92              | 21 de desembre, 2003 | Catalina             | CSS           |
| 116358 - | 2003 YB94              | 21 de desembre, 2003 | Kitt Peak            | Spacewatch    |
| 116359 - | 2003 YX94              | 19 de desembre, 2003 | Socorro              | LINEAR        |
| 116360 - | 2003 YN95              | 19 de desembre, 2003 | Socorro              | LINEAR        |
| 116361 - | 2003 YZ95              | 19 de desembre, 2003 | Socorro              | LINEAR        |
| 116362 - | 2003 YZ96              | 19 de desembre, 2003 | Socorro              | LINEAR        |
| 116363 - | 2003 YN100             | 19 de desembre, 2003 | Socorro              | LINEAR        |
| 116364 - | 2003 YQ101             | 19 de desembre, 2003 | Socorro              | LINEAR        |
| 116365 - | 2003 YU101             | 19 de desembre, 2003 | Socorro              | LINEAR        |
| 116366 - | 2003 YG102             | 19 de desembre, 2003 | Socorro              | LINEAR        |
| 116367 - | 2003 YZ102             | 19 de desembre, 2003 | Socorro              | LINEAR        |
| 116368 - | 2003 YS104             | 21 de desembre, 2003 | Socorro              | LINEAR        |
| 116369 - | 2003 YS106             | 22 de desembre, 2003 | Socorro              | LINEAR        |
| 116370 - | 2003 YY106             | 22 de desembre, 2003 | Socorro              | LINEAR        |
| 116371 - | 2003 YG107             | 22 de desembre, 2003 | Kitt Peak            | Spacewatch    |
| 116372 - | 2003 YJ108             | 21 de desembre, 2003 | Catalina             | CSS           |
| 116373 - | 2003 YK108             | 21 de desembre, 2003 | Catalina             | CSS           |
| 116374 - | 2003 YA110             | 23 de desembre, 2003 | Socorro              | LINEAR        |
| 116375 - | 2003 YU111             | 23 de desembre, 2003 | Socorro              | LINEAR        |
| 116376 - | 2003 YF113             | 23 de desembre, 2003 | Socorro              | LINEAR        |
| 116377 - | 2003 YL113             | 23 de desembre, 2003 | Socorro              | LINEAR        |
| 116378 - | 2003 YJ114             | 25 de desembre, 2003 | Kitt Peak            | Spacewatch    |
| 116379 - | 2003 YB115             | 27 de desembre, 2003 | Kitt Peak            | Spacewatch    |
| 116380 - | 2003 YU116             | 27 de desembre, 2003 | Socorro              | LINEAR        |
| 116381 - | 2003 YV116             | 27 de desembre, 2003 | Socorro              | LINEAR        |
| 116382 - | 2003 YF121             | 27 de desembre, 2003 | Socorro              | LINEAR        |
| 116383 - | 2003 YG123             | 27 de desembre, 2003 | Socorro              | LINEAR        |
| 116384 - | 2003 YQ123             | 28 de desembre, 2003 | Kitt Peak            | Spacewatch    |
| 116385 - | 2003 YE124             | 28 de desembre, 2003 | Socorro              | LINEAR        |
| 116386 - | 2003 YZ125             | 27 de desembre, 2003 | Kitt Peak            | Spacewatch    |
| 116387 - | 2003 YM126             | 27 de desembre, 2003 | Socorro              | LINEAR        |
| 116388 - | 2003 YQ126             | 27 de desembre, 2003 | Socorro              | LINEAR        |
| 116389 - | 2003 YO127             | 27 de desembre, 2003 | Socorro              | LINEAR        |
| 116390 - | 2003 YU127             | 27 de desembre, 2003 | Socorro              | LINEAR        |
| 116391 - | 2003 YF128             | 27 de desembre, 2003 | Socorro              | LINEAR        |
| 116392 - | 2003 YZ128             | 27 de desembre, 2003 | Socorro              | LINEAR        |
| 116393 - | 2003 YF129             | 27 de desembre, 2003 | Socorro              | LINEAR        |
| 116394 - | 2003 YR129             | 27 de desembre, 2003 | Socorro              | LINEAR        |
| 116395 - | 2003 YC130             | 27 de desembre, 2003 | Socorro              | LINEAR        |
| 116396 - | 2003 YJ132             | 28 de desembre, 2003 | Socorro              | LINEAR        |
| 116397 - | 2003 YS132             | 28 de desembre, 2003 | Socorro              | LINEAR        |
| 116398 - | 2003 YX132             | 28 de desembre, 2003 | Socorro              | LINEAR        |
| 116399 - | 2003 YV133             | 28 de desembre, 2003 | Socorro              | LINEAR        |
| 116400 - | 2003 YY133             | 28 de desembre, 2003 | Socorro              | LINEAR        |